# Linje 10
Linje 10 er en buslinje i København, der kører mellem Åmarken St. og Brønshøj Torv. Linjen er en del af Movias busnet. Linjen betjener blandt andet Hvidovre, Vigerslev, Valby, Frederiksberg, Vanløse og Brønshøj. Linjen er udliciteret til Umove, der driver den fra sit garageanlæg på Stamholmen på Avedøre Holme. I 2023 havde den 0,97 mio. passagerer.

## Historie
Linjens historie kan føres tilbage til Sølvgadens Sporvej, der åbnede som en hestesporvej mellem Sankt Annæ Plads (senere Kongens Nytorv) og Tagensvej 24. januar 1889. I forbindelse med indførelsen af linjenumre 27. november 1902 fik den nummer 10. Den blev omstillet til drift med elektriske sporvogne 3. september 1905. 1. oktober 1919 blev linjen forlænget via Istedgade til Vigerslev Allé og 7. december 1930 til Toftegårds Plads. I den modsatte ende forlængedes den til Bispebjerg 1. oktober 1925 og til Emdrup Torv 30. januar 1947.
Linje 10 blev omstillet til busdrift 13. oktober 1968, hvor den kom til at køre fra Emdrup Torv via Tagensvej, Kongens Nytorv og Istedgade til Mozarts Plads. 19. oktober 1969 blev den forlænget til Vigerslev Kirke i forbindelse med en omorganisering af linjerne i Vigerslev og Sydvestkvarteret. 13. oktober 1974 byttede linje 10 endestation med linje 16, så den igen kom til Toftegårds Plads. Herfra forlængedes den 20. april 1975 via Hvidovre Hospital til Avedøre, Byvej.
Fra 25. september 1983 blev linje 10 suppleret af hurtigbuslinjen 10H og ekspresbuslinjen 11E. Linje 10H kørte fra Avedøre, Byvej til Borgergade/Sølvgade om morgenen og retur om eftermiddagen. Linje 11E kørte modsat fra Rådhuspladsen til Avedøre, Byvej om morgenen og retur om eftermiddagen. Linje 10H skiftede nummer til 15E og linje 11E til 25E 23. april 1989. De blev begge nedlagt i forbindelse med oprettelsen af linje 650S 2. juni 1996. Samtidig byttede linje 10 igen endestation med linje 16, så den kom til at køre via Mozarts Plads til Vigerslev Kirke.
I 2002-2003 medførte etableringen af Københavns Metro og A-busnettet omfattende ændringer af det øvrige busnet. For linje 10 betød det, at den 25. maj 2003 blev afkortet fra Emdrup Torv til Rådhuspladsen. I den anden ende blev den samtidig forlænget via Ålholm Plads til den midlertidige C.F. Richs Vej Station, fra 24. januar 2004 Flintholm Station. 17. oktober 2004 fik linjen desuden en afgrening til Teglholmen. Grenen til Flintholm Station blev forlænget til Brønshøj Torv 19. oktober 2008. Kørslen til Teglholmen ophørte 13. april 2014.
Med indførelsen af Nyt Bynet 13. oktober 2019 omlagdes linje 10 ad Ingerslevsgade og Vigerslev Allé i stedet for linje 1A. Omlægningen af linje 1A gav imidlertid anledning til en del klager og protester. Løsningen blev en opsplitning af linje 10 i to linjer. En ny linje 11 blev oprettet ad stort set linje 1A's gamle rute mellem Rådhuspladsen og Avedøre, Byvej 27. juni 2021. Linje 10's kørsel til Rådhuspladsen blev samtidig erstattet af en ny rute til Åmarken Station. Det betød så også, at linje 10 nu slet ikke længere betjente den strækning den gjorde, da den blev bus i 1968.

## Materiel
Fra 2001 til maj 2003 blev linjen betjent af dobbeltdækkerbusser, hvorefter disse blev flyttet til linje 15.
Siden 12. december 2021 betjenes linjen af elbusser af typen Yutong E12LF, der bliver opladet på Umoves garageanlæg på Stamholmen på Avedøre Holme. Disse deles med linje 11 og 133.

## Fakta
- Rute
  - Åmarken St. - Åmarkvej - Gammel Køge Landevej - Vigerslevvej - Ålholmvej - Ålekistevej - Jydeholmen - Grøndals Parkvej - Sallingvej - Godthåbsvej - Primulavej - Annebergvej - Brønshøjvej - Krabbesholmvej - Brønshøj Torv[1]

- Stoppesteder
  - Åmarken St. - Urtehaven - Stakhaven - Kirsebærhaven - Åhaven - Folehaven - Vigerslev Allé - Lykkebovej - Landlystvej - Hansstedvej - Maribovej - Vigerslevvej - Ålholm Plads - Peter Bangs Vej - Åbjergvej - Hyltebjerg Allé - Helga Larsens Plads - Vanløse St., Jydeholmen - Jernbane Allé - Flintholm St. - C.F. Richs Vej - Rebildvej - Hulgårdsvej - Rødkildevej - Bellahøjvej - Fuglsang Allé - Valløvej - Brønshøj Torv[1]

- Vigtige knudepunkter
  - Åmarken St., Vigerslev Allé, Peter Bangs Vej, Vanløse St., Flintholm St.[1]